# Chaos calme
Cet article concerne le livre de Sandro Veronesi. Pour le film qui en est inspiré, voir Caos calmo.
Chaos calme (titre original en italien : Caos calmo) est un roman de l'écrivain italien Sandro Veronesi, publié en 2005, qui a été couronné par plusieurs prix littéraires (dont le prix Strega en 2006 ; le prix Femina étranger et le prix Méditerranée étranger en 2008). Il a fait l'objet, en 2008 d'une adaptation cinématographique réalisée par Antonello Grimaldi sortie sous le titre Caos calmo, avec Nanni Moretti dans le rôle principal.

## Résumé
Pietro, un Italien, directeur dans une télévision privée, sauve ainsi que son frère une femme de la noyade sans que personne le remercie. En rentrant chez lui, il apprend que sa femme vient de mourir d'une rupture d'anévrisme et qu'il reste seul avec sa fille de neuf ans Claudia. Il accompagne celle-ci à son école pour la rentrée et décide de rester à proximité toute la journée. Il fait ainsi durant plusieurs semaines, continuant à participer de loin à la vie de son entreprise qui fait l'objet d'un projet de fusion économique. Il reçoit ses collègues et supérieurs dans sa voiture aussi bien que sa belle-sœur ou son frère en nouant des liens avec diverses personnes du quartier.
Flottant dans un entre-deux qui tient à distance la douleur, un « chaos calme », Pietro regarde la vie autrement, revenant sur son passé, empilant les échanges dans des pages marquées souvent par la drôlerie et la dérision (galerie de portraits des managers, psychologue scolaire et parents d’élèves...), et amenant ses interlocuteurs à se révéler à eux-mêmes et à changer leur choix de vie.

## Réception critique
Le roman a été globalement bien accueilli par la critique en France qui a relevé en particulier la référence à Samuel Beckett, soulignée par l'auteur lui-même, ainsi que son ambition psychologique et réaliste.
Le débat a cependant sa place entre l'éloge sans réticence : « Une réussite lumineuse et réjouissante »  et la dépréciation sans concession : « Le Femina étranger va à Chaos calme de Sandro Veronesi, une bluette variétoche, mélange de politiquement correct très tendance et de machisme naïf comme on n’en voit plus beaucoup, avec juste ce qu’il faut de scènes de cul pour en faire un sujet de talk-show ».